# まおい学びのさと小学校
まおい学びのさと小学校（まおいまなびのさとしょうがっこう、英字表記：Maoi manabinosato primary school）は、北海道夕張郡長沼町東2線北15番地にある私立小学校。

## 概要
2023年4月に開校。宿題もテストもない・チャイムも鳴らない・先生と呼ばれる大人もいない、新しい教育のかたちを実践する子どもが中心の体験型学習の小学校。校長は、細田孝哉（2023年4月-）。教職員は先生ではなく、大人またはスタッフと呼ばれる。北海道では5校目となる私立小学校である。

## 教育の考え方
まおい学びのさと小学校の教育は、子ども自身の好奇心や興味関心に基づいた体験的な学びから、新しい教育のかたちを実践することにあるとする。教育のモデルとしているのは、和歌山県に本部を置くきのくに子どもの村学園のカリキュラム、及び同校の設立者である教育者堀真一郎の考えを基としている。加えて北海道という土地の利点を活かし、地域住民との共生や農業、自然体験を重視している。

### 教育の理念
教育目標
- 感情の自由の尊重
- 知性の自由の尊重
- 人間関係の自由の尊重

また、教育の理念に次の先人の言葉を掲げている。

## 特徴

### 授業の特長
授業は、通常1コマ45分、又は休憩を含む90分で行われる。全学年1日6時間授業。1学年の定員は各20名。
次の4つの特徴的な学び方で、従来の小学校教科を横断する形をとり、体験的な学びをすすめている。
- プロジェクト　2023年度は「ものづくり」「料理」「パフォーマンス」の3つに分かれて活動している。

- 基礎（きそ）　「ことば」（国語）と「かず」（算数）についての基礎的理解を深める時間。全ての時間で学校独自のオリジナルプリントを作成している。

- 自由選択科目（よりどり）　運動、音楽、図工、外国語などを子どもの関心、興味に応じて選択して学ぶことが出来る。

- ミーティング　プロジェクト毎に毎朝ミーティングがある。また、週に1度、全校ミーティングが行われる。子どもが運営、進行する全校ミーティングの議決は子どももおとなも同じ1票で、平等な権利を尊重している。

### 食育
現時点で給食は提供されておらず、各自弁当を持参している。授業の一環である「料理」のプロジェクトでは子ども自身が栽培から収穫、献立、調理、喫食を通じて体験的に食育を学んでいる。
なお、現在は週2回程度、学校設立母体でもあるNPO法人まおい学びのさとによるまおいごはんの自主的な提供がある。

### 登下校時の安全
当初からICTを導入し、スマートフォンアプリPipitスクールによる登下校管理を行っている。

### 教員
この学校では、教員を「先生」と呼ぶことはない。代わりに、ニックネームで呼び合うことで、子どもたちとより対等な関係を築いている。各教員は、教育に加えて多彩な経歴を持っており、例えば整体師やインターネット放送のディレクター、落語家といった本業の他に様々な役割を兼務している。

## 交通
北海道中央バス「北長沼」バス停、徒歩7分。その他、長沼町営デマンドバスが町内、近隣で運行中。